# Sabellastarte spectabilis
Sabellastarte spectabilis är en ringmaskart som först beskrevs av Grube 1878.  Sabellastarte spectabilis ingår i släktet Sabellastarte och familjen Sabellidae.
Artens utbredningsområde är Mexikanska golfen. Inga underarter finns listade i Catalogue of Life.